# Лентівірус пум
Лентівірус пум (Puma lentivirus, PLV) — вид вірусів родини ретровіруси (Retroviridae). Вірус паразитує у пумах (Felis concolor) та рисях (Lynx rufus) у Північній та Південній Америці, але немає суттєвого патогенного впливу на організм господаря.